# Rubén Marcos
Héctor Rubén Marcos Peralta (Osorno, 6 de diciembre de 1942-ibídem, 14 de agosto de 2006), conocido como «El Siete Pulmones», fue un futbolista chileno que jugaba como centrocampista ofensivo. Es considerado uno de los mejores futbolistas chilenos de la historia, y por muchos como el mejor mediocampista de todos los tiempos de su país, que incluso llegó a ser comparado con Alfredo Di Stéfano por su extraordinaria forma de jugar. Fue considerado el mejor mediocentro ofensivo del continente en los años 1965, 1966, 1967 y 1970, siendo también uno de los mejores futbolistas sudamericanos en la Copa Mundial de Fútbol de 1966. Integró el equipo ideal de la Copa América 1967, donde logró ser uno de los mejores jugadores del certamen.
Como futbolista era un incansable y polifuncional centrocampista con destacada resistencia física y lucha dentro de la cancha; aspectos que lo hicieron ganarse el apodo «El Siete Pulmones». Poseía una gran técnica, visión de juego para meter pases entre líneas, conducción de balón, buen dribling para encarar, además de un excelente juego aéreo. Brilló principalmente en la década de los 60', jugando para el club Universidad de Chile, siendo parte del mítico «Ballet Azul», —club donde es considerado como uno de los máximos ídolos y referentes— en dicho equipo jugó durante 9 temporadas, en las que se alzó con cinco Campeonatos Nacionales, dos Torneos Metropolitano, una Copa Francisco Candelori y llegó a la semifinal de la Copa Libertadores de 1970. Con la selección chilena fue el mejor jugador en las Eliminatorias Inglaterra '66, en el Mundial Inglaterra 1966 y en la Copa América de 1967. También fue considerado el mejor interior izquierdo del continente en dichas competiciones, destacando junto con jugadores de la calidad de Pedro Rocha, Luis Artime, Pelé, Leonel Sánchez, entre otros.

## Estilo de juego
Fue un mediocampista adelantado a su época, completo y polifuncional. Debido a estas características, se considera a Arturo Vidal, como la versión diestra de Rubén Marcos. Sin duda, se adelantó a su época, jugaba en todos los sectores del campo. Como jugador fue un todoterreno que nunca paraba de correr. Por ellos se puede afirmar que no tenía una posición fija en el campo, aunque se le calificaba como un "mediocampista". Cuando al mítico "Zorro" Luis Álamos le preguntaron por una palabra para definir a Rubén Marcos, este empleó: "despliegue".
Otro aspecto importante de Rubén Marcos era su buen trato del balón y capacidad para crear y marcar. Según palabras de "Pluto" Carlos Contreras, defensor histórico del Ballet Azul, Rubén Marcos era muy completo: "Iba arriba y luego llegaba abajo, como debe ser los volantes. Es el tipo de mediocampista que exige el fútbol de hoy. Creaba y marcaba... No puedo entender por qué ahora llaman al mediocampista de creación o de contención". 
A su polifuncionalidad, despliegue y técnica hay que sumar su capacidad goleadora, donde incluso jugó algunas temporadas de delantero. En un mismo partido era capaz de anular a Chamaco Valdés, Néstor Isella, Juan Carlos Sarnari o Alberto Spencer, y luego marcar goles en ataque.

## Trayectoria
Proveniente de una familia de baloncestistas, siempre destacó por su gran entrega y despliegue físico dentro de la cancha. A pesar de ser muy bien dotado técnicamente, era constantemente sacrificado por su extraordinaria habilidad para neutralizar volantes contrarios. Además de defender, era un excelente recuperador de pelotas, creador de jugadas, pases gol y además goleador, con potentes disparos y cabezazos.
Desde el año 1968 a 1970, Rubén Marcos siguió destacando en "La U" como principal referente del equipo, siendo destacado constantemente por la prensa, en especial en portadas de la revista estadio, sin embargo y tras la llegada de Ulises Ramos a la dirigencia del Ballet Azul, el equipo cambió su estilo y jugó de manera más defensiva. Rubén Marcos fluctuaba por momento en posiciones ofensivas y en otras, como hombre ancla en la zona media defensiva. Esta intermitencia pragmática en el fútbol de la Universidad de Chile, llevó a que el juego de Rubén Marcos se viera menos vistoso, pero más concentrado y preciso, demostrando una polifuncionalidad total en todas las áreas del juego.  
En 1971 tuvo en breve paso por el Club Sport Emelec de Ecuador y posteriormente en Palestino, club donde fue subcampeón del fútbol chileno y alcanzó la semifinal de Copa Chile 1974, donde se retiró como jugador profesional, debido a una lesión que sufrió a sus tempranos 30 años, rotura del tendón de Aquiles en su pierna izquierda.
Es el más grande futbolista en la historia de la ciudad de Osorno, Chile. Donde estuvo ligado al Club Deportivo Provincial Osorno, como gerente técnico, entrenador interino y presidente del club en 1999
El 14 de agosto de 2006, debido a un infarto cardíaco, falleció en la ciudad de Osorno. Un evento inesperado tomando en cuenta que la tarde anterior había concurrido, como de costumbre, al estadio de la ciudad. Tres meses después, dicho estadio pasó a llamarse en su homenaje "Estadio Municipal Rubén Marcos Peralta de Osorno", inaugurado en noviembre del 2006, por acuerdo del concejo municipal de la ciudad.

## Selección nacional
Fue seleccionado nacional entre 1963 y 1969 teniendo un registro de 43 partidos, 22 partidos oficiales y 21 amistosos, convirtiendo 10 goles.
Rubén marcó el tanto ante Ecuador que clasificó a Chile al Mundial de Fútbol de 1966, y luego anotó los dos goles de "La Roja" en tal torneo. El primero lo concretó en el empate 1-1 con Corea del Norte, de lanzamiento penal y el segundo en la derrota por 2-1 ante Unión Soviética, donde también le fue mal anulado un gol, jugando todo el partido a pesar de haber sufrido un desgarro en el aductor de su pierna izquierda en el minuto 2' del encuentro. 
En el mundial de Inglaterra de 1966, Marcos recibió elogios de los medios ingleses, italianos, soviéticos, alemanes, brasileros, españoles y franceses, fue ubicado como uno de los mejores valores de la cita mundialista. La revista Football Magazine lo consideró el mejor interior izquierdo del grupo de Sunderland y Middlesbrough. Respecto de la actuación de Marcos en aquel mundial, vale la pena rescatar el siguiente comentario de Edgardo Marín en su libro, "La roja de todos": «Hubo consenso en que un hombre había superado el promedio de sus compañeros para ubicarse a nivel mundial. Era Markus, di Marco o Marcous, según se refirieran a él soviéticos, italianos o brasileros, Rubén Marcos [...] quién».
En la Copa América de 1967, la prensa uruguaya lo catalogó como el jugador más importante y motor de "la mejor selección chilena de todos los tiempos", siendo considerado el mejor mediocentro ofensivo del continente. Marcos integró el equipo ideal de la Copa América y disputó ser el mejor jugador del certamen junto a Pedro Rocha, Luis Artime y Pedro Araya.

### Participaciones en Copas del Mundo
| Mundial                        | Sede       | Resultado     | PJ | G |
| ------------------------------ | ---------- | ------------- | -- | - |
| Copa Mundial de Fútbol de 1966 | Inglaterra | Primera Ronda | 3  | 2 |

### Goles en copas del mundo
| # | Día                 | Lugar                                            | Oponente        | Marcador | Resultado | Competición  |
| - | ------------------- | ------------------------------------------------ | --------------- | -------- | --------- | ------------ |
| 1 | 15 de julio de 1966 | Estadio Ayresome Park, Middlesbrough, Inglaterra | Corea del Norte | 1–0      | 1–1       | Mundial 1966 |
| 2 | 20 de julio de 1966 | Estadio Roker Park, Sunderland, Inglaterra       | URSS            | 1–1      | 1–2       | Mundial 1966 |

#### Participaciones en Eliminatorias a Copas del Mundo
| Eliminatorias                 | País       | Resultado   | Posición   | PJ | Goles |
| ----------------------------- | ---------- | ----------- | ---------- | -- | ----- |
| Eliminatorias Inglaterra 1966 | Inglaterra | Clasificado | 1° Grupo 2 | 3  | 2     |
| Eliminatorias México 1970     | México     | Eliminado   | 2º Grupo 3 | 2  | 0     |

#### Participaciones en Copa América
| Copa              | Sede    | Resultado | Partidos | Goles |
| ----------------- | ------- | --------- | -------- | ----- |
| Copa América 1967 | Uruguay | Tercero   | 6        | 3     |

#### Resumen de goles en competición internacional
| \| N.º \| Fecha[22] \| Estadio \| Local \| Local \| Resultado \| Visitante \| Visitante \| Goles \| Competición[23][24] \| \| --- \| ---------- \| ------------------------------------------ \| -------------------- \| ----- \| --------- \| --------- \| ------------------------- \| ----- \| ---------------------------------- \| \| 1 \| 03-04-1963 \| Estadio Nacional, Santiago, Chile \| Universidad de Chile \| \| 6 - 1 \| \| Peñarol \| \| Torneo Internacional de Chile 1963 \| \| 2 \| 27-04-1963 \| Stade des Alpes, Grenoble, Francia \| Grenoble FC \| \| 1 - 2 \| \| Universidad de Chile \| \| Gira Europa 1963 \| \| 3 \| 25-05-1963 \| Stade Mohammed V, Casablanca, Marruecos \| Botafogo \| \| 2 - 3 \| \| Universidad de Chile \| \| Gira Europa 1963 \| \| 4 \| 17-07-1963 \| Estadio Nacional, Santiago, Chile \| Universidad de Chile \| \| 4 - 1 \| \| Olimpia \| \| Copa Libertadores 1963 \| \| 5 \| 15-01-1964 \| Estadio Nacional, Santiago, Chile \| Universidad de Chile \| \| 3 - 2 \| \| Flamengo \| \| Torneo Internacional de Chile 1964 \| \| 6 \| 07-10-1964 \| Estadio Nacional, Santiago, Chile \| Universidad de Chile \| \| 3 - 1 \| \| River Plate \| \| Amistoso \| \| 8 \| 08-03-1966 \| Estadio Nacional, Santiago, Chile \| Universidad de Chile \| \| 2 - 0 \| \| Guaraní \| \| Copa Libertadores 1966 \| \| 9 \| 20-03-1966 \| Estadio Nacional, Santiago, Chile \| Universidad de Chile \| \| 2 - 2 \| \| Universidad Católica \| \| Copa Libertadores 1966 \| \| 10 \| 18-02-1968 \| Estadio Olímpico Atahualpa, Quito, Ecuador \| Nacional \| \| 3 - 1 \| \| Universidad de Chile \| \| Copa Libertadores 1968 \| \| 11 \| 09-10-1968 \| Estadio Nacional, Santiago, Chile \| Universidad de Chile \| \| 3 - 4 \| \| Selección Resto del Mundo \| \| Amistoso \| \| 12 \| 28-01-1969 \| Estadio Nacional, Santiago, Chile \| Universidad de Chile \| \| 1 - 2 \| \| Dinamo Moscú \| \| Torneo Internacional de Chile 1969 \| \| 13 \| 29-10-1969 \| Estadio Nacional, Santiago, Chile \| Universidad de Chile \| \| 2 - 1 \| \| River Plate \| \| Amistoso \| \| 15 \| 02-02-1970 \| Estadio Nacional, Santiago, Chile \| Universidad de Chile \| \| 1 - 1 \| \| Colo-Colo \| \| Torneo Internacional de Chile 1970 \| \| 16 \| 18-02-1970 \| Estadio Pascual Guerrero, Cali, Colombia \| América \| \| 2 - 2 \| \| Universidad de Chile \| \| Copa Libertadores 1970 \| \| 17 \| 15-03-1970 \| Estadio Nacional, Santiago, Chile \| Universidad de Chile \| \| 3 - 1 \| \| Deportivo Cali \| \| Copa Libertadores 1970 \| \| 18 \| 24-03-1970 \| Estadio Nacional, Santiago, Chile \| Universidad de Chile \| \| 2 - 1 \| \| América \| \| Copa Libertadores 1970 \| \| 19 \| 14-05-1970 \| Estadio Cilindro, Avellaneda, Argentina \| Peñarol \| \| 2 - 2 \| \| Universidad de Chile \| \| Copa Libertadores 1970 \| |            |                                            |                      |                     |           |                      |                           |       |                                    |
| N.º | Fecha      | Estadio                                    | Local                | Local               | Resultado | Visitante            | Visitante                 | Goles | Competición                        |
| 1 | 03-04-1963 | Estadio Nacional, Santiago, Chile          | Universidad de Chile | Bandera de Chile    | 6 - 1     | Bandera de Uruguay   | Peñarol                   |       | Torneo Internacional de Chile 1963 |
| 2 | 27-04-1963 | Stade des Alpes, Grenoble, Francia         | Grenoble FC          | Bandera de Francia  | 1 - 2     | Bandera de Chile     | Universidad de Chile      |       | Gira Europa 1963                   |
| 3 | 25-05-1963 | Stade Mohammed V, Casablanca, Marruecos    | Botafogo             | Bandera de Brasil   | 2 - 3     | Bandera de Chile     | Universidad de Chile      |       | Gira Europa 1963                   |
| 4 | 17-07-1963 | Estadio Nacional, Santiago, Chile          | Universidad de Chile | Bandera de Chile    | 4 - 1     | Bandera de Paraguay  | Olimpia                   |       | Copa Libertadores 1963             |
| 5 | 15-01-1964 | Estadio Nacional, Santiago, Chile          | Universidad de Chile | Bandera de Chile    | 3 - 2     | Bandera de Brasil    | Flamengo                  |       | Torneo Internacional de Chile 1964 |
| 6 | 07-10-1964 | Estadio Nacional, Santiago, Chile          | Universidad de Chile | Bandera de Chile    | 3 - 1     | Bandera de Argentina | River Plate               |       | Amistoso                           |
| 8 | 08-03-1966 | Estadio Nacional, Santiago, Chile          | Universidad de Chile | Bandera de Chile    | 2 - 0     | Bandera de Paraguay  | Guaraní                   |       | Copa Libertadores 1966             |
| 9 | 20-03-1966 | Estadio Nacional, Santiago, Chile          | Universidad de Chile | Bandera de Chile    | 2 - 2     | Bandera de Chile     | Universidad Católica      |       | Copa Libertadores 1966             |
| 10 | 18-02-1968 | Estadio Olímpico Atahualpa, Quito, Ecuador | Nacional             | Bandera de Ecuador  | 3 - 1     | Bandera de Chile     | Universidad de Chile      |       | Copa Libertadores 1968             |
| 11 | 09-10-1968 | Estadio Nacional, Santiago, Chile          | Universidad de Chile | Bandera de Chile    | 3 - 4     |                      | Selección Resto del Mundo |       | Amistoso                           |
| 12 | 28-01-1969 | Estadio Nacional, Santiago, Chile          | Universidad de Chile | Bandera de Chile    | 1 - 2     | Bandera de Rusia     | Dinamo Moscú              |       | Torneo Internacional de Chile 1969 |
| 13 | 29-10-1969 | Estadio Nacional, Santiago, Chile          | Universidad de Chile | Bandera de Chile    | 2 - 1     | Bandera de Argentina | River Plate               |       | Amistoso                           |
| 15 | 02-02-1970 | Estadio Nacional, Santiago, Chile          | Universidad de Chile | Bandera de Chile    | 1 - 1     | Bandera de Chile     | Colo-Colo                 |       | Torneo Internacional de Chile 1970 |
| 16 | 18-02-1970 | Estadio Pascual Guerrero, Cali, Colombia   | América              | Bandera de Colombia | 2 - 2     | Bandera de Chile     | Universidad de Chile      |       | Copa Libertadores 1970             |
| 17 | 15-03-1970 | Estadio Nacional, Santiago, Chile          | Universidad de Chile | Bandera de Chile    | 3 - 1     | Bandera de Colombia  | Deportivo Cali            |       | Copa Libertadores 1970             |
| 18 | 24-03-1970 | Estadio Nacional, Santiago, Chile          | Universidad de Chile | Bandera de Chile    | 2 - 1     | Bandera de Colombia  | América                   |       | Copa Libertadores 1970             |
| 19 | 14-05-1970 | Estadio Cilindro, Avellaneda, Argentina    | Peñarol              | Bandera de Uruguay  | 2 - 2     | Bandera de Chile     | Universidad de Chile      |       | Copa Libertadores 1970             |

## Clubes
| Club                 | País    | Año       |
| -------------------- | ------- | --------- |
| Universidad de Chile | Chile   | 1962-1970 |
| Emelec               | Ecuador | 1971      |
| Palestino            | Chile   | 1971-1974 |

## Estadísticas

### Clubes
Estadística correspondiente a su desempeño en Universidad de Chile.
| Club                         | Div.          | Temporada     | Liga  | Liga  | Copas nacionales | Copas nacionales | Torneos internacionales | Torneos internacionales | Total | Total | Media goleadora |
| Club                         | Div.          | Temporada     | Part. | Goles | Part.            | Goles            | Part.                   | Goles                   | Part. | Goles | Media goleadora |
| ---------------------------- | ------------- | ------------- | ----- | ----- | ---------------- | ---------------- | ----------------------- | ----------------------- | ----- | ----- | --------------- |
| Universidad de Chile · Chile | 1.ª           | 1962          | 24    | 11    | 1                | 0                | —                       | —                       | 25    | 11    | 0.44            |
| Universidad de Chile · Chile | 1.ª           | 1963          | 32    | 9     | —                | —                | 4                       | 1                       | 36    | 10    | 0.28            |
| Universidad de Chile · Chile | 1.ª           | 1964          | 31    | 22    | —                | —                | —                       | —                       | 31    | 22    | 0.71            |
| Universidad de Chile · Chile | 1.ª           | 1965          | 27    | 12    | —                | —                | 4                       | 0                       | 31    | 12    | 0.39            |
| Universidad de Chile · Chile | 1.ª           | 1966          | 15    | 8     | —                | —                | 5                       | 2                       | 20    | 10    | 0.5             |
| Universidad de Chile · Chile | 1.ª           | 1967          | 18    | 5     | —                | —                | —                       | —                       | 18    | 5     | 0.28            |
| Universidad de Chile · Chile | 1.ª           | 1968          | 25    | 18    | —                | —                | 4                       | 1                       | 29    | 19    | 0.66            |
| Universidad de Chile · Chile | 1.ª           | 1969          | 28    | 9     | —                | —                | —                       | —                       | 28    | 9     | 0.32            |
| Universidad de Chile · Chile | 1.ª           | 1970          | 23    | 8     | —                | —                | 13                      | 4                       | 36    | 12    | 0.33            |
| Universidad de Chile · Chile | Total club    | Total club    | 223   | 102   | 1                | 0                | 30                      | 8                       | 254   | 110   | 0.43            |
| Total carrera                | Total carrera | Total carrera | 223   | 102   | 1                | 0                | 30                      | 8                       | 254   | 110   | 0.43            |
| 1. 2. 3. 4.                  |               |               |       |       |                  |                  |                         |                         |       |       |                 |

### Tripletes
| 1 | 16 de febrero de 1963   | Nacional, Santiago | Universidad de Chile - San Luis           |  | 6 - 2 | Primera División de Chile 1962 |
| 2 | 12 de diciembre de 1964 | Nacional, Santiago | Universidad de Chile - Deportes La Serena |  | 5 - 2 | Primera División de Chile 1964 |
| 3 | 28 de julio de 1968     | Nacional, Santiago | Universidad de Chile - Colo-Colo          |  | 4 - 3 | Primera División de Chile 1968 |

## Palmarés

### Títulos locales
| Torneo               | Club                 | País  | Año  |
| -------------------- | -------------------- | ----- | ---- |
| Torneo Metropolitano | Universidad de Chile | Chile | 1968 |
| Torneo Metropolitano | Universidad de Chile | Chile | 1969 |

### Títulos nacionales
| Título                   | Club                 | País  | Año  |
| ------------------------ | -------------------- | ----- | ---- |
| Primera División         | Universidad de Chile | Chile | 1962 |
| Primera División         | Universidad de Chile | Chile | 1964 |
| Primera División         | Universidad de Chile | Chile | 1965 |
| Primera División         | Universidad de Chile | Chile | 1967 |
| Copa Francisco Candelori | Universidad de Chile | Chile | 1969 |
| Primera División         | Universidad de Chile | Chile | 1969 |

### Distinciones individuales
| Distinción                                                                                               | Año  |
| --- | ---- |
| Jugador revelación del fútbol chileno                                                                    | 1962 |
| Mejor mediocentro ofensivo del fútbol chileno                                                            | 1962 |
| Mejor mediocentro ofensivo del fútbol chileno                                                            | 1963 |
| Mejor mediocentro ofensivo del fútbol chileno                                                            | 1964 |
| Mejor mediocentro ofensivo del fútbol chileno                                                            | 1965 |
| Mejor jugador chileno en la Copa del Mundo                                                               | 1966 |
| Mejor mediocentro ofensivo del fútbol chileno                                                            | 1966 |
| Mejor futbolista de Chile                                                                                | 1966 |
| Bota de Bronce Copa América                                                                              | 1967 |
| Mejor mediocentro ofensivo de Copa América por Conmebol                                                  | 1967 |
| En el equipo ideal de la Copa América por Conmebol                                                       | 1967 |
| Mejor mediocentro ofensivo del fútbol chileno                                                            | 1967 |
| Mejor futbolista de Chile                                                                                | 1967 |
| Goleador del Torneo Metropolitano                                                                        | 1968 |
| Mejor mediocentro ofensivo del fútbol chileno                                                            | 1968 |
| Mejor mediocentro ofensivo del fútbol chileno                                                            | 1969 |
| Mejor mediocentro ofensivo de Copa Libertadores                                                          | 1970 |
| Incluido en el equipo ideal de todos los tiempos de la selección de fútbol de Chile                      | 1974 |
| Incluido en el equipo ideal de todos los tiempos del fútbol chileno por El Mercurio                      | 2013 |
| Incluido en el equipo histórico de la selección de fútbol de Chile                                       | 2013 |
| Incluido en el equipo ideal de la historia de Universidad de Chile en votación de hinchas por La Tercera | 2013 |
| Homenaje a la trayectoria por Conmebol                                                                   | 2015 |
| Incluido en el equipo ideal histórico de Chile por la Federación de Fútbol de Chile                      | 2015 |
| Top 1.⁰ Considerado el mayor ídolo en la historia de la ciudad de Osorno                                 | 2016 |
| Incluido dentro de las 50 mejores figuras históricas de Universidad de Chile por AS.com                  | 2016 |
| Incluido dentro de los mayores referentes históricos de Universidad de Chile                             | 2017 |
| En el equipo ideal de la selección de fútbol de Chile de todos los tiempos por GolTV (Latinoamérica)     | 2017 |
| Top 5.⁰ Máximo goleador en la historia de Universidad de Chile                                           | 2017 |
| Incluido en el equipo ideal de todos los tiempos de Universidad de Chile por El Mercurio                 | 2018 |
| Incluido dentro de los 10 mejores futbolistas chilenos de la historia                                    | 2018 |
| Homenaje a la trayectoria por Universidad de Chile                                                       | 2019 |

## Comentarios
"Rubén Marcos era mejor que Arturo Vidal"
Sergio Navarro Capitán de la selección chilena Tercera del Mundo en 1962